# 蒼穹紅蓮隊
《蒼穹紅蓮隊》是由Raizing於1996年發佈的纵向捲軸射擊遊戲。此遊戲的獨特之處是不使用傳統3:4的捲軸射擊遊戲顯示比例，而是使用4:3的垂直顯示比例。
崎元仁確認遊戲背景音樂將於2010年底重新發佈。

## 操作
《蒼穹紅蓮隊》是一個垂直捲軸射擊遊戲。玩家要從三架戰隊中顏色分別為紅、綠、藍的戰機中選擇一架操控，而每架戰機分別有自己的機師、發彈模式和導彈系統。每架戰機都有一部標準槍和炸彈，但戰機最獨特的地方是其雷射網：能瞄準雷射網覆蓋範圍內的敵人並以雷射或導彈攻擊之。每部戰機均有獨特的外形和裝備，例如每部戰機獨特的雷射網。

## 移植版
《蒼穹紅蓮隊》原本是世嘉ST-V街机游戏，因此它被近乎完美的发布到了Sega Saturn平台。後續移植到PlayStation平台《蒼穹紅蓮隊-黃武出擊》，但由於PS主機性能問題，遊戲畫面及流暢度不如SS版，取而代之的是新增獨有要素，增加全新的CG動畫，一架新機型:黃武及一些其他要素。
在后来的系统生命周期里，增强复刻版《蒼穹紅蓮隊 御德用》发布，其修复了在使用美版金手指卡游戏时的一些bug，并附带了一个《空战之路》的试玩版。

## 外部連結
- Eighting網站 （页面存档备份，存于）（日語）
- Eighting手提網站 （页面存档备份，存于）（日語）
- Data East 網站（日語）
- Hamster網站 （页面存档备份，存于）（日語）
- System 16網站 （页面存档备份，存于）（日語）
- Killer List of Videogames上的《蒼穹紅蓮隊》